# Ямское (Башкортостан)
Ямско́е (баш. Ямской) — деревня в Кушнаренковском районе Республики Башкортостан Российской Федерации. Входит в состав Матвеевского сельсовета.

## География
Находится на берегу реки Белой.
По описанию на конец XIX века, «расположена на равнине, в 40 верстах от уездного города, в 8 верстах от пристани Топорнино, Уфимского уезда — главного места сбыта продуктов. При селении река Чермасан, пригодная для устройства мельниц».

### Географическое положение
Расстояние до:
- районного центра (Кушнаренково): 19 км,
- центра сельсовета (Старобаскаково): 15 км,
- ближайшей ж/д станции (Уфа): 77 км.

## История
По данным на 1899 год («Сборник статистических сведений по Бирскому уезду») деревня Ямская входила в состав Базановской волости.

## Население
| 2002 | 2009 | 2010 |
| ---- | ---- | ---- |
| 99   | ↘93  | ↘80  |

### Национальный состав
Согласно переписи 2002 года, преобладающая национальность — русские (80 %).
«Сборник статистических сведений по Бирскому уезду» 1899 года писал: «Коренное население — русское, бывшие удельные крестьяне, в числе 84 дворовых и 188 ревизионных душ».

## Инфраструктура
Личное подсобное хозяйство с зоной сельскохозяйственного использования, индивидуальная застройка усадебного типа.
Основа экономики — сельское хозяйство.
По описанию на конец XIX века: «Надел получен от Удела по уставной грамоте. Земля в трех участках: луговой участок в 6 верстах и пахатный в 4 верстах от селения. Изменения в угодьях; 16 десятин покосов отошли под выгон. Некоторые имеют особо купленную землю. Пашня — по небольшому склону с северо-запада к юго-востоку; на поверхности есть 2 лога, на площади в 12 десятин. Распахана, не помнят когда. Почва — рассыпчатый супесчаный чернозем, чёрного цвета, глубиною до 8 вершков. Подпочва — красная глина. На полях встречаются сорные травы. Севооборот — трехполье. Сеют: роясь, овес, полбу, гречу, просо, горох и коноплю. Удобрение практикуется. Пашут кунгурками. В селении 10 веялок. Огороды разводятся для себя. Скотоводство — хозяйственное. Скот пасется, кроме выгона, по пару и свободным полям. Выгон заливной. Водопой в реке и озёрах. Лес по низменному берегу река Белой, на восток от селения. Лесонасаждение густое. Делят по числу ревизионных душ на 188 частей. Избы топят покупными дровами и хворостом. Сенокос — поёмный по ровному берегу реки Белой, по иловатой почве. Оброчная статья — речная пристань (1 десятина), в аренде на 12 лет, с платой по 100 рублей в год, базар и ещё одна пристань (2 десятины). В селении 2 обдирки и 2 лавочки, принадлежащие отдельным хозяевам. Аренда: 70 домохозяев арендуют всем обществом на 12 лет пашню, сенокос и выгон; 5 по отдельности хозяев сдают свои надельные пахатные и сенокосные угодья».

## Транспорт
Деревня доступна автотранспортом.

## Религия
В деревне есть православная часовня.